# Sommeil de l'âme
 (février 2014).
Le sommeil de l'âme ou vision béatifique différée, ou encore mortalisme chrétien, est une notion de la théologie chrétienne selon laquelle l'âme n'est pas d'essence immortelle : l'âme est mortelle ; aussi, au moment de la mort, soit elle périt comme le corps et avec lui (thnétopsychisme) même si Dieu la ressuscite au Jugement dernier, soit elle entre dans une sorte de sommeil entre le moment de la mort et le moment de la résurrection (psychopannychisme).

## Histoire
Eusèbe de Césarée : "D'autres gens encore, en Arabie, surviennent à l'époque dont nous parlons [c'est-à-dire le milieu du IIIe siècle], introducteurs d'une doctrine étrangère à la vérité. Ils disaient que l'âme humaine, provisoirement dans la conjoncture présente, meurt avec les corps, au moment du trépas, et qu'elle est corrompue avec eux, mais qu'un jour, au temps de la résurrection, elle revivra avec eux" (Histoire ecclésiastique, VI, 37, trad. G. Bardy, 1955). C'est une allusion à certains auteurs syriaques, comme Aphraate le Sage persan (IVe siècle), Éphrem le Syrien (306-373), qui soutiennent la dormition de l'âme (hypnopsychisme) après la mort.
Divers auteurs défendent le mortalisme, dont le théologien et réformateur anglais John Wycliffe (1320-1384), Martin Luther (1483-1546), l'anabaptiste Michael Sattler (1490-1527), le protestant anglais William Tyndale (1494-1536), le théologien et médecin Michel Servet (1509 ?-1553), le poète John Milton (1588-1670), les philosophes  Thomas Hobbes (1605-1682) et John Locke (1643-1727), Isaac Newton (1676-1748).
Ce qui était option individuelle devient croyance à l'intérieur d'églises. Le mortalisme est généralement soutenu par les Millerites de William Miller (1831), l'Église adventiste du septième jour (1860), les Christadelphes de John Thomas (1860), les Témoins de Jéhovah de Charles Taze Russell (1879), etc. 

## Arguments
Les défenseurs du sommeil de l'âme avancent des arguments de divers ordres, dont les principaux sont scripturaires : la Bible ne défendrait pas l'idée grecque d'immortalité de l'âme. Par exemple, l'Église de Dieu Unie avance ces citations : "Ne craignez pas que ceux qui tuent le corps et qui ne peuvent tuer l'âme ; craignez plutôt celui qui peut faire périr l'âme et le corps dans la géhenne" (Matthieu, 10:23), "Personne n'est monté au ciel, si ce n'est celui qui est descendu du ciel, le Fils de l'homme qui est dans le ciel" (Jean, 3:13), "L'âme qui pèche, c'est celle qui mourra" (Ézéchiel, 18:4), "Car le sort des fils de l'homme et celui de la bête est pour eux un même sort ; comme meurt l'un, ainsi meurt l'autre… Tout va dans un même lieu ; tout a été fait de poussière, et tout retournera à la poussière" (Ecclésiaste, 3:19-20). Quant au sommeil de l'âme, ces citations sont évoquées : "Plusieurs de ceux qui dorment dans la poussière de la terre se réveilleront, les uns pour la vie éternelle, et les autres pour l'opprobre, pour la honte éternelle" (Daniel, 12:2), "Nous ne voulons pas, frères, que vous soyez dans l'ignorance de ceux qui se sont endormis dans la mort" (I Thessaloniciens, 4:13), "Je vais vous dire un mystère : nous ne nous endormirons pas tous ; mais tous, nous serons changés" (I Corinthiens, 15:51). Les textes seraient parfois mal traduits : "Un grand nombre sont morts [dans l'original grec : endormis]" (I Corinthiens, 11:30).
D'autres arguments s'appuient sur les sciences ou l'anthropologie. On ne saurait séparer âme et corps : quand le corps meurt, l'âme meurt. Telle serait la conception des anciens juifs.

## Critiques

### Position catholique
L'Église catholique condamne le mortalisme, en particulier lors du Ve Concile de Latran (1513), qui proclame l'immortalité de l'âme. La bulle Apostolici regiminis défend la doctrine concernant l'âme humaine immortelle, contre les néo- aristotéliciens : "De nos jours… le semeur de zizanie, l'antique ennemi du genre humain (Mt 13:25) a osé à nouveau semer et multiplier dans le champ du Seigneur des erreurs très pernicieuses, qui ont toujours été rejetées par les fidèles, au sujet de l'âme et principalement de l'âme raisonnable, à savoir que celle-ci serait mortelle et unique en tous les hommes. Et certains, s'adonnant à la philosophie avec témérité, soutiennent que cela est vrai, au moins selon la philosophie : Désirant appliquer un remède opportun contre cette peste, avec l'approbation de ce saint concile, Nous condamnons et réprouvons tous ceux qui affirment que l'âme intellective est mortelle ou unique en tous les hommes, ou qui sont dans le doute à ce sujet. En effet, non seulement celle-ci est vraiment, par soi et essentiellement forme du corps humain, comme il est dit dans le canon de notre prédécesseur, le pape Clément V, publié au concile de Vienne 902, mais elle est à la vérité immortelle, sujette à la multiplicité selon la multiplicité des corps dans lesquels elle est infusée, effectivement multipliée et sujette à être multipliée dans l'avenir…"

### Position de Calvin
Jean Calvin a écrit un ouvrage contre le sommeil de l'âme après la mort : Psychopannychie. Traité par lequel il est prouvé que les âmes veillent et vivent après qu'elles sont sorties des corps. Contre l'erreur de quelques ignorants qui pensent qu'elles dorment jusqu'au dernier jugement (1542). L'Église d'Angleterre, dans ce droit fil calviniste, condamne en 1646 : "Après la mort, les corps des hommes retournent à la poussière et connaissent la corruption (Gn 3.19; Ac 13.36); mais les âmes, qui ne meurent ni ne dorment, ayant une existence immortelle, retournent immédiatement à Dieu qui les a données (Lc 23.43; Ec 12.7). Les âmes des justes, devenues parfaitement saintes, sont reçues au plus haut des cieux où elles contemplent la face de Dieu, dans la lumière et dans la gloire, attendant la pleine rédemption de leurs corps (Hé 12.23; 2 Co 5.1,6,8; Ph 1.23 avec Ac 3.21 et Ep 4.10). Les âmes des méchants sont jetées en enfer, où elles demeurent dans les tourments et d'épaisses ténèbres dans l'attente du jugement du grand Jour (Lc 16.23,24; Ac 1.25; Jude 6,7; 1 P 3.19). L'Écriture ne reconnaît pas, pour les âmes séparées de leurs corps, d'autre place que ces deux-là." (Confession de foi de Westminster, XXXI).